# Cartas de baralho dos iraquianos mais procurados

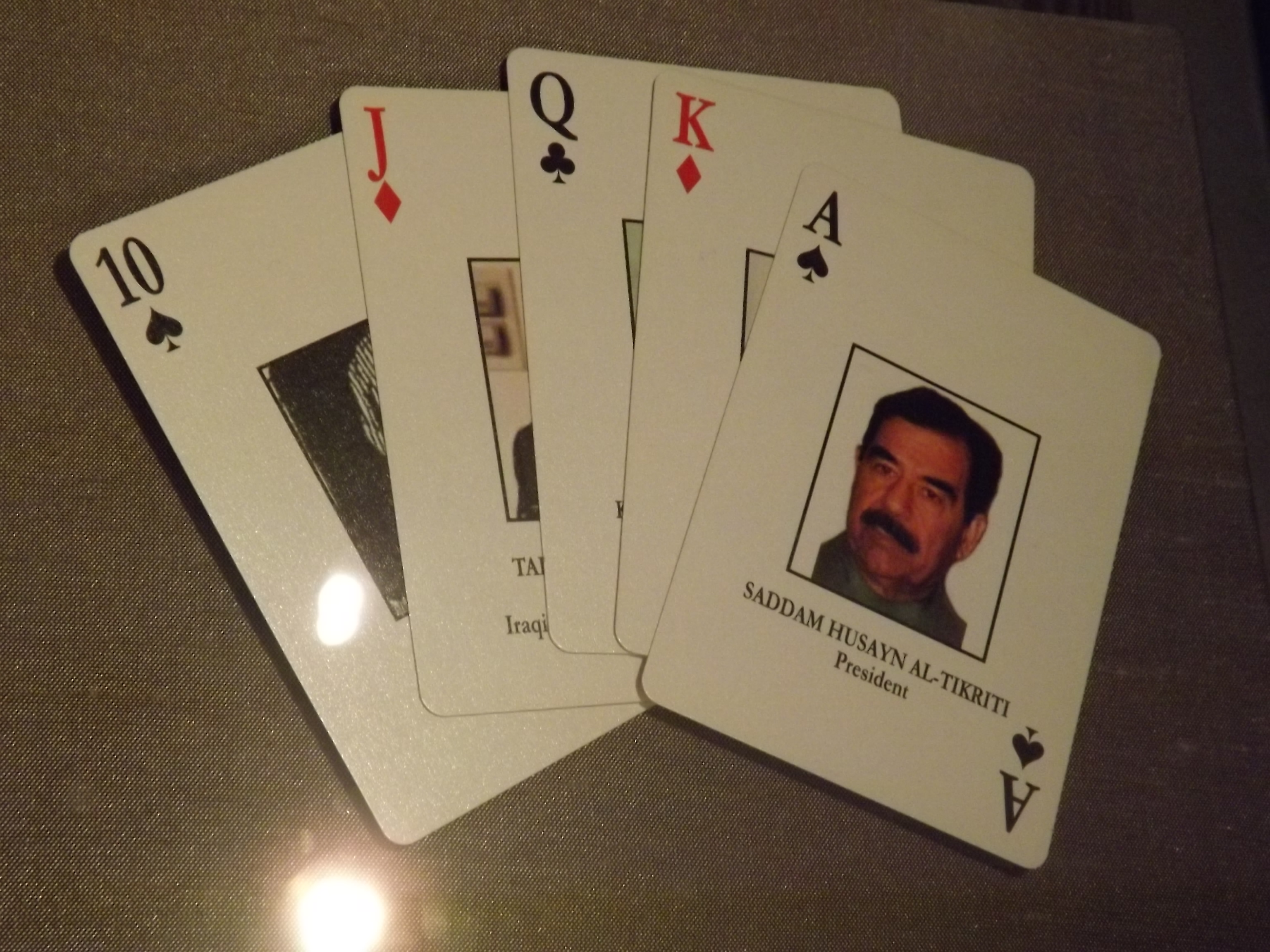
As cartas de baralho em exposição no Santuário da Lembrança em Melbourne, na Austrália. O ditador Saddam Hussein é o ás de espadas.

Durante a invasão do Iraque em 2003 por uma coalizão liderada pelos Estados Unidos, a Agência de Inteligência de Defesa dos EUA desenvolveu um conjunto de cartas de baralho para ajudar as tropas a identificarem os membros mais procurados do governo do presidente Saddam Hussein, em sua maioria membros de alto escalão do Ramo Regional Iraquiano do Partido Socialista Árabe Ba'ath ou membros do Conselho do Comando Revolucionário; entre eles estavam alguns membros da família de Hussein. O próprio Saddam Hussein era o Ás de Espadas.
As cartas foram oficialmente chamadas de "cartas de baralho de identificação de personalidades". Em 2021, todos, exceto quatro dos 52 mais procurados, morreram ou foram mortos ou capturados, onze dos quais foram libertados.

## Sobre as cartas

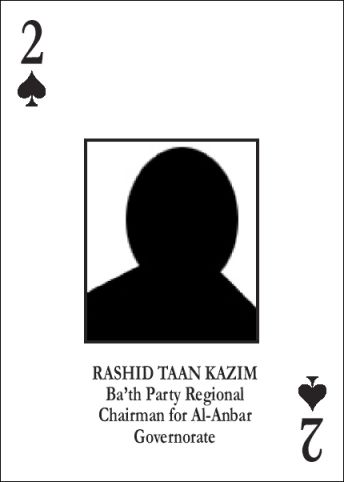
Carta de baralho de Rashid Taan Kazim.

Cada cartão contém o endereço da pessoa procurada e, se disponível, o trabalho realizado por essa pessoa. As cartas de valor mais alto, começando com os ases e reis, foram usadas para as pessoas no topo da lista dos mais procurados. O ás de espadas é Saddam Hussein, os ases de paus e copas são seus filhos Qusay e Uday, respectivamente, e o ás de ouros é o secretário presidencial de Saddam, Abid Hamid Mahmud al-Tikriti. Esta correspondência estrita com a ordem da lista dos mais procurados não foi realizada em todo o baralho, mas algum tempo depois, em 2003, a própria lista foi renumerada para se adequar (quase) ao baralho de cartas. O verso da carta apresenta camuflagem reminiscente daquela vista no Uniforme de Camuflagem do Deserto.
De acordo com o tenente-comandante da Marinha dos EUA, Jim Brooks, porta-voz da Agência de Inteligência de Defesa, essas cartas de baralho foram usadas desde a Guerra Civil Americana e novamente na Segunda Guerra Mundial - os baralhos do Corpo Aéreo do Exército impressos com as silhuetas de aviões de caça alemães e japoneses valem centenas de dólares hoje - e na Guerra da Coréia. As tropas costumam jogar cartas para passar o tempo, e ver os nomes, rostos e títulos dos iraquianos procurados durante os jogos ajudaria soldados e fuzileiros navais caso encontrassem os indivíduos procurados em campo, disse Brooks.

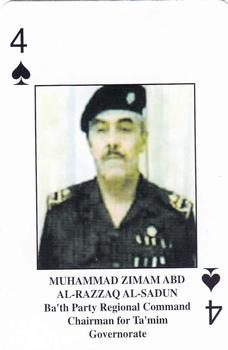
Quatro ♠: Muhammad Zimam Abd al-Razzaq, presidente do comando da filial do Partido Ba'ath (nº 41, anterior nº 23).

A lista de "Most Wanted" ("Mais Procurados") foi o resultado de uma colaboração de várias agências de inteligência que incluiu a Agência de Inteligência de Defesa, o Comando Central e representantes de todas as entidades de Inteligência do Ramo de Serviços dos Estados Unidos. Os nomes "Mais Procurados" foram então atribuídos a suas respectivas cartas por cinco soldados do Exército dos EUA, 2LT Hans Mumm, SSG Shawn Mahoney, SGT Andrei Salter, SGT Scott Boehmler e SPC Joseph Barrios, que foram designados para a Agência de Inteligência de Defesa. As imagens usadas nas cartas vieram de várias agências de inteligência, mas a maioria foi derivada de "fontes abertas". O baralho foi anunciado publicamente pela primeira vez no Iraque em 11 de abril de 2003, em uma coletiva de imprensa do General-de-Brigada do Exército Vincent Brooks, vice-diretor de operações do Comando Central dos EUA. Naquela mesma noite, Max Hodges, um empresário baseado em Houston, encontrou e baixou um arquivo de arte de alta resolução para o deck de um servidor web do Departamento de Defesa. Ao descobrir no dia seguinte que o arquivo havia desaparecido do servidor web militar, ele se tornou o primeiro vendedor no eBay a oferecer o arquivo de arte, em PDF, que poderia ser usado para reproduzir o baralho. Ele rapidamente contratou a Gemaco Playing Card Company para imprimir 1.000 decks de baralho por cerca de US$ 4.000 e começou a vender ambos os decks antes de recebê-los da impressora; no eBay, Amazon.com e em seu próprio site. Quando alguns de seus primeiros leilões para um baralho de $ 4 rapidamente subiram para mais de $ 120, não demorou muito para outros eBayers entrarem na onda e imprimirem ou encomendarem seus próprios baralhos para vender. Em apenas alguns dias, centenas de vendedores se materializaram e o preço caiu para apenas alguns dólares por deck de baralho.

A Liberty Playing Card Co., com sede no Texas. recebeu um pedido para fabricar as cartas para a Embaixada dos EUA no Kuwait e, alegando ser "o contratante autorizado do governo", rapidamente se tornou outro fornecedor doméstico popular para o mercado comercial. As forças armadas americanas inadvertidamente incluíram nos curingas a marca registrada Hoyle joker, de propriedade da United States Playing Card Company de Cincinnati, Ohio.

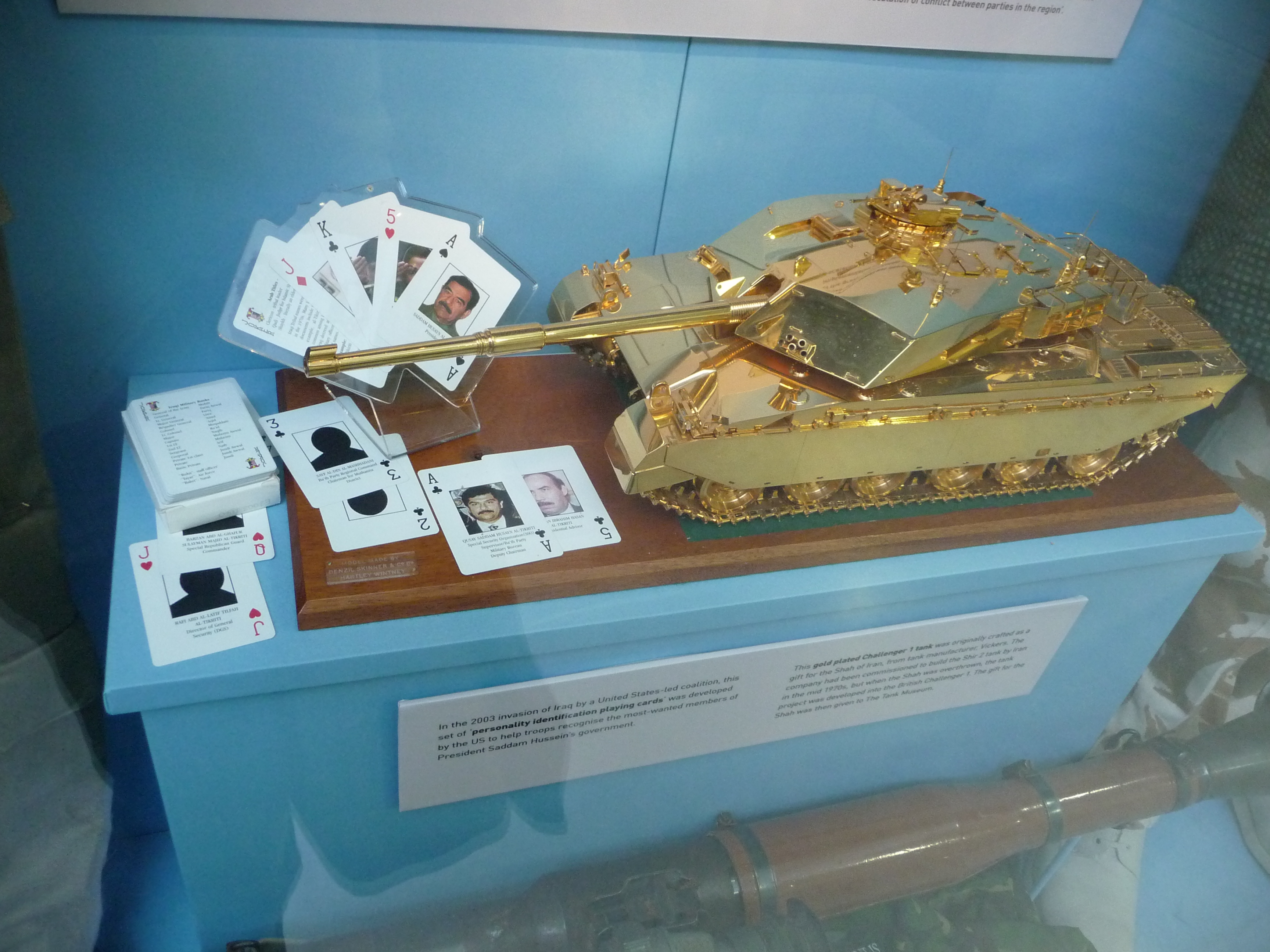
O baralho exposto ao lado de uma maquete dourada do Challenger 2 britânico no Reino Unido.
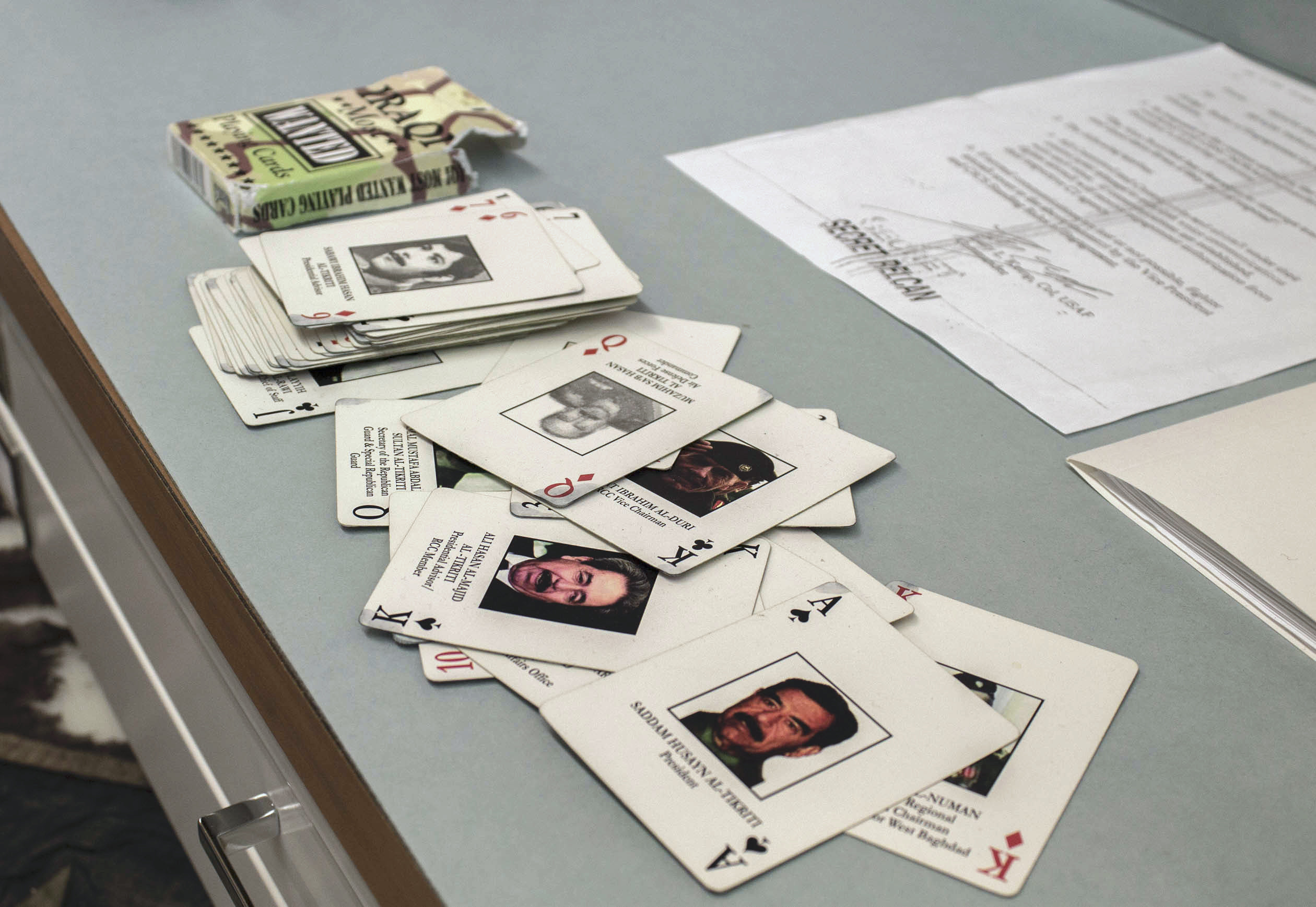
Cartas do baralho no Museu da Guarda Nacional da Louisiana, nos Estados Unidos.

## Lista de cartas
| Naipe   | Carta     | Pessoa | Pos | Orig | Destino |
| ------- | --------- | --- | --- | ---- | --- |
| Espadas | Ás ♠      | Saddam Hussein Presidente | 1   | 1    | Capturado em 13 de dezembro de 2003 Executado em 30 de dezembro de 2006                                             |
| Espadas | Rei ♠     | Ali Hasan al-Majid (também conhecido como Ali Químico) Conselheiro Presidencial/Membro do RCC                                        | 5   | 5    | Capturado em 21 de agosto de 2003 Executado em 25 de janeiro de 2010                                                |
| Espadas | Dama ♠    | Muhammad Hamza Zubaydi Membro aposentado do CCR                                                                                      | 9   | 18   | Capturado em 21 de abril de 2003 Morreu sob custódia em 2 de dezembro de 2005                                       |
| Espadas | Curinga ♠ | Ibrahim Ahmad Abd al-Sattar Muhammad Chefe do Estado-Maior das Forças Armadas Iraquianas                                             | 13  | 11   | Capturado em 12 de maio de 2003 Morreu sob custódia em 28 de outubro de 2010                                        |
| Espadas | 10 ♠      | Hamid Raja Shalah Comandante da Força Aérea                                                                                          | 17  | 15   | Capturado em 14 de junho de 2003 Lançado em agosto de 2007                                                          |
| Espadas | 9 ♠       | Rukan Razuki Abd al-Ghafar Chefe do Gabinete de Assuntos Tribais                                                                     | 21  | 39   | Morto em 2003 |
| Espadas | 8 ♠       | Tariq Aziz Vice-Primeiro-Ministro | 25  | 43   | Rendeu-se em 24 de abril de 2003 e condenado à morte Morreu em junho de 2015                                        |
| Espadas | 7 ♠       | Mahmud Dhiyab Ministro do Interior                                                                                                   | 29  | 46   | Rendeu-se em 2003 Libertado em julho de 2012                                                                        |
| Espadas | 6 ♠       | Amir Rashid Muhammad al-Ubaydi Conselheiro presidencial/ex-ministro do petróleo                                                      | 33  | 47   | Rendeu-se em 28 de abril de 2003 Libertado em abril de 2012                                                         |
| Espadas | 5 ♠       | Watban Ibrahim Hasan Conselheiro presidencial                                                                                        | 37  | 51   | Capturado em 13 de abril de 2003 e condenado à morte Morreu de causas naturais sob custódia em 13 de agosto de 2015 |
| Espadas | 4 ♠       | Muhammad Zimam Abd Al-Razzaq Membro do comando do ramo do Partido Ba'ath                                                             | 41  | 23   | Capturado em 15 de fevereiro de 2004                                                                                |
| Espadas | 3 ♠       | Saad Abdul-Majid Membro do comando do ramo do Partido Ba'ath                                                                         | 45  | 36   | Capturado em 24 de maio de 2003 Libertado em 18 de dezembro de 2005 Morreu em 16 de abril de 2021                   |
| Espadas | 2 ♠       | Rashid Taan Kazim Presidente do Partido Ba'ath regional                                                                              | 49  | 30   | Foragido até 2020                                                                                                   |
| Paus    | Ás ♣      | Qusay Saddam Husayn Filho de Saddam                                                                                                  | 2   | 2    | Morto em impasse com o Exército dos EUA em Mosul em 2003                                                            |
| Paus    | Rei ♣     | Izzat Ibrahim al-Douri Vice-presidente do CCR                                                                                        | 6   | 6    | Morreu em 25 de outubro de 2020                                                                                     |
| Paus    | Dama ♣    | Kamal Mustafa Abdallah Sultan Secretário da Guarda Republicana                                                                       | 10  | 8    | Rendeu-se em 17 de maio de 2003                                                                                     |
| Paus    | Curinga ♣ | Sayf Al-Din Fulayyih Hasan Taha Al-Rawi Chefe do Estado-Maior da Guarda Republicana                                                  | 14  | 12   | Foragido até 2020                                                                                                   |
| Paus    | 10 ♣      | Latif Nusayyif Jasim Vice-presidente do Bureau Militar do Partido Ba'ath                                                             | 18  | 37   | Capturado em 9 de junho de 2003 Morreu em agosto de 2021                                                            |
| Paus    | 9 ♣       | Jamal Mustafa Abdullah Vice-Chefe do Gabinete de Assuntos Tribais                                                                    | 22  | 40   | Rendeu-se em 20 de abril de 2003 Libertado em 30 de junho de 2020                                                   |
| Paus    | 8 ♣       | Walid Hamid Tawfiq Governador de Basra                                                                                               | 26  | 44   | Rendeu-se em 29 de abril de 2003 Libertado em 25 de junho de 2020                                                   |
| Paus    | 7 ♣       | Ayad Futayyih Khalifa al-Rawi Chefe do Estado-Maior da Força Quds                                                                    | 30  | 20   | Capturado 4 June 2003 Morreu sob custódia em 18 de maio de 2018                                                     |
| Paus    | 6 ♣       | Husam Muhammad Amin Chefe da Direção Nacional de Monitorização                                                                       | 34  | 49   | Capturado em 27 de abril de 2003 Libertado em 2005                                                                  |
| Paus    | 5 ♣       | Barzan Ibrahim Hasan Conselheiro presidencial                                                                                        | 38  | 52   | Capturado em 17 de abril de 2003 Executado em 2007                                                                  |
| Paus    | 4 ♣       | Samir Abd Al-Aziz Presidente do comando do ramo do Partido Ba'ath                                                                    | 42  | 24   | Capturado em 17 de abril de 2003                                                                                    |
| Paus    | 3 ♣       | Sayf al-Din Al-Mashhadani Presidente do comando do ramo do Partido Ba'ath                                                            | 46  | 27   | Capturado em 24 de maio de 2003 Morto pelo Estado Islâmico em 2014                                                  |
| Paus    | 2 ♣       | Ugla Abid Saqr Presidente regional do Partido Ba'ath                                                                                 | 50  | 31   | Capturado em 20 de maio de 2003 Libertado em 2012                                                                   |
| Copas   | Ás ♥      | Uday Saddam Husayn Filho do Saddam Hussein                                                                                           | 3   | 3    | Morto em um empasse com o Exército Americano em Mosul em 2003                                                       |
| Copas   | Rei ♥     | Hani Abd al-Latif Tilfah Diretor - organização especial de segurança                                                                 | 7   | 7    | Capturado em 21 de junho de 2004                                                                                    |
| Copas   | Dama ♥    | Barzan Abd al-Ghafur Sulayman Majid Comandante da Guarda Republicana Especial                                                        | 11  | 9    | Capturado em 23 de julho de 2003 Libertado em 29 de junho de 2020                                                   |
| Copas   | Curinga ♥ | Rafi Abd Al-Latif Tilfah Diretor de Segurança Geral                                                                                  | 15  | 13   | Foragido até 2020                                                                                                   |
| Copas   | 10 ♥      | Abd al-Tawab Mullah Huwaysh Vice-Primeiro-Ministro                                                                                   | 19  | 16   | Capturado em 2 de maio de 2003                                                                                      |
| Copas   | 9 ♥       | Mizban Khadr Hadi Membro do CCR | 23  | 41   | Rendeu-se em 9 de julho de 2003 Morreu sob custódia em 16 de maio de 2020                                           |
| Copas   | 8 ♥       | Sultan Hashim Ahmad Ministro da Defesa                                                                                               | 27  | 19   | Capturado em 2003, condenado à morte Morreu sob custódia em 19 de julho de 2020                                     |
| Copas   | 7 ♥       | Zuhayr Talib Abd Al-Sattar Diretor da Inteligência Militar                                                                           | 31  | 21   | Capturado em 23 de abril de 2003 Morreu em 15 de junho de 2020                                                      |
| Copas   | 6 ♥       | Muhammad Mahdi Salih | 35  | 48   | Capturado em 23 de abril de 2003 Libertado em julho de 2010                                                         |
| Copas   | 5 ♥       | Huda Salih Mahdi Ammash (também conhecida como Senhora Anthrax) Cientista de armas de destruição em massa, e a única mulher na lista | 39  | 53   | Capturado em 7 de maio de 2003 Libertado em 2005                                                                    |
| Copas   | 4 ♥       | Humam Abd al-Khaliq Abd al-Ghafur Ministro do Ensino Superior e da Investigação Científica                                           | 43  | 54   | Capturado em 19 de abril de 2003                                                                                    |
| Copas   | 3 ♥       | Fadil Mahmud Gharib Presidente do comando do ramo do Partido Ba'ath                                                                  | 47  | 28   | Capturado em 15 de maio de 2003 Morto pelo Estado Islâmico em 2014                                                  |
| Copas   | 2 ♥       | Ghazi Hammud Presidente do comando do ramo do Partido Ba'ath                                                                         | 51  | 32   | Capturado em 7 de maio de 2003 Morreu em 2007                                                                       |
| Ouros   | Ás ♦      | Abid Hamid Mahmud Secretário presidencial                                                                                            | 4   | 4    | Executado em 07 de junho de 2012                                                                                    |
| Ouros   | Rei ♦     | Aziz Salih Presidente do comando do ramo do Partido Ba'ath                                                                           | 8   | 17   | Condenado à morte em 2011                                                                                           |
| Ouros   | Dama ♦    | Muzahim Sa'b Hassan al-Tikriti Comandante das Forças de Defesa Aérea                                                                 | 12  | 10   | Capturado em 23 de abril de 2003 Libertado em abril de 2012                                                         |
| Ouros   | Curinga ♦ | Tahir Jalil Habbush Serviço de inteligência iraquiano                                                                                | 16  | 14   | Foragido até 2020                                                                                                   |
| Ouros   | 10 ♦      | Taha Yasin Ramadan Vice-President/Membro do CCR                                                                                      | 20  | 38   | Executado em 2007                                                                                                   |
| Ouros   | 9 ♦       | Taha Muhyi Al-Din Maruf Vice-President/Membro do CCR                                                                                 | 24  | 42   | Capturado em 2 de maio de 2003 Morreu no exílio em 2009                                                             |
| Ouros   | 8 ♦       | Hikmat Mizban Ibrahim Vice-Primeiro-Ministro e Ministro das Finanças                                                                 | 28  | 45   | Capturado em 18 de abril de 2003 Morreu sob custódia em 2012                                                        |
| Ouros   | 7 ♦       | Amir Hamudi Hasan Conselheiro Científico Presidencial                                                                                | 32  | 55   | Rendeu-se em 12 de abril de 2003                                                                                    |
| Ouros   | 6 ♦       | Sabawi Ibrahim Hasan Conselheiro Presidencial                                                                                        | 36  | 50   | Morreu de câncer em 2013                                                                                            |
| Ouros   | 5 ♦       | Abd Al-Baqi Abd Karim Al-Sadun Presidente do comando do ramo do Partido Ba'ath                                                       | 40  | 22   | Capturado em 2015 Condenado à morte em 2016 Morreu em 2021                                                          |
| Ouros   | 4 ♦       | Yahya Abdallah al-Ubaydi Presidente do comando do ramo do Partido Ba'ath                                                             | 44  | 25   | Foi morto em 2003                                                                                                   |
| Ouros   | 3 ♦       | Muhsin Khadr Presidente do comando do ramo do Partido Ba'ath                                                                         | 48  | 29   | Capturado em 7 de fevereiro de 2004 Morreu sob custódia em 2017                                                     |
| Ouros   | 2 ♦       | Adil Abdallah Mahdi Presidente do comando do ramo do Partido Ba'ath                                                                  | 52  | 33   | Capturado em 15 de maio de 2003 Morreu de insuficiência renal em 22 de março de 2004                                |

### Outros detalhes

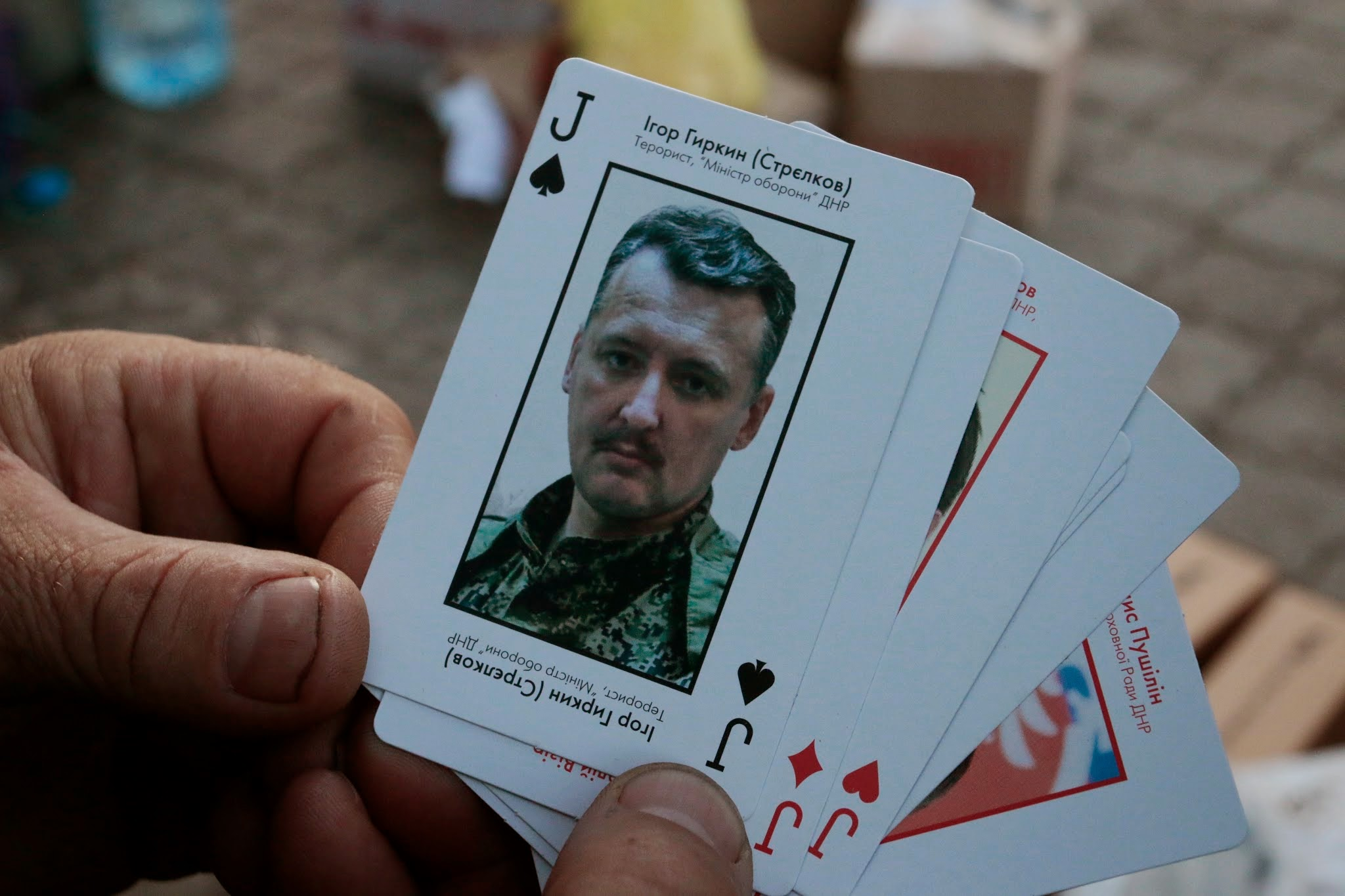
Cartas de baralho de identificação da personalidades ucraniana com os líderes separatistas pró-russos da guerra do Donbass, inspiradas no baralho americano do Iraque. Esta carta retrata Igor "Strelkov" Girkin.

Há também dois curingas: um lista os títulos tribais árabes, o outro as patentes militares iraquianas. Não há cartões para o número 45 mais procurado (era o número 26), Naif Shindakh Thamir, nº 53 (era o nº 34 – morto em 2003 ou possivelmente foragido). Hussein Al-Awadi, ou nº 54 (era o nº 35). Khamis Sirhan al-Muhammad, capturado em 11 de janeiro de 2004. Al-Muhammad foi detido por seis anos antes de ser libertado em 30 de julho de 2010. Ele fugiu para a Síria, onde outros membros não-capturados do baralho de cartas estariam escondidos.
A edição de 13 de junho de 2003 do questionário de notícias satíricas da BBC One, Have I Got News for You, apresentava um conjunto de cartas de baralho em uma rodada, falsificando o game show dos anos 1980 do apresentador convidado Bruce Forsyth , Play Your Cards Right (a versão britânica da série americana Card Sharks). As duas equipes jogaram uma versão do jogo principal deste último, renomeado Jogue suas cartas iraquianas corretamente (embora durante o segmento tenha sido revelado que a primeira escolha dos escritores foi Jogue seus curdos corretamente), com as mesmas regras (e participação do público). Grande parte do humor da rodada veio das reações dos dois capitães de equipe: enquanto Paul Merton estava claramente familiarizado com o jogo e gostava muito dele, seu oponente, Ian Hislop, admitiu que nunca tinha visto Play Your Cards Right e parecia perplexo com as regras e etiqueta do jogo; quando a certa altura Merton e a multidão gritaram o grito tradicional de "abaixe, abaixe", para prever a próxima carta na sequência oculta, Hislop comentou: "Não tenho certeza se este programa poderia descer muito mais baixo!"

## Mercenaries: Playground of Destruction
No jogo eletrônico Mercenaries: Playground of Destruction, da Pandemic Studios, este sistema de cartas de baralho foi usado como método de progressão no jogo, com os oficiais do governo norte-coreano sendo exibidos em cartas de baralho; o "Deck dos 52". Quanto mais alta a carta, mais recursos de inteligência o jogador receberá, e quando o jogador coletar a quantidade de cartas suficientes, ele terá acesso ao alvo ás. O General Choi Song, o ditador fictício e o principal antagonista do jogo, é o Ás de Espadas.